# Niphoparmena glabricollis
Niphoparmena glabricollis är en skalbaggsart som beskrevs av Stefan von Breuning 1956. Niphoparmena glabricollis ingår i släktet Niphoparmena och familjen långhorningar.
Artens utbredningsområde är Kenya. Inga underarter finns listade i Catalogue of Life.